# Stretch Goals
Stretch Goals (metas alongadas) são objetivos criados para "empurrar" a equipe para sair de sua zona de conforto.  Sendo assim quanto mais a equipe se alongar mais difíceis e doloridas as metas se tornarão transformando-as em metas audaciosas e ambiciosas.

## Definição
O porquê de as metas alongadas serem extremamente complexas e radicais é que vão além das capacidades e estimativas e é obrigatório a inovação pois é necessário mais do que trabalhar duro. Além disso, antes de considerar as metas alongadas para a organização, é necessário um diagnóstico de recursos e se está disposta a correr riscos. O momento de considerar é também muito importante pois quando a organização vai atrás das metas alongadas como um meio de evitar a falência ou mesmo voltando de uma e ignorar seus pequenos recursos a chance de falhar é muito grande, porém empresas que possuem recursos e uma boa performance que resolvem arriscar também tem chances de fracasso.

## OKRs
Associado as metas alongadas possui os OKRs pois um tipo de OKR descrito como moonshot (tradução livre, tiro para a lua) têm como base as metas alongadas mas que resultam em alguns problemas como desmotivação do time, problemas de alinhamento e falta de comprometimento e sua taxa de sucesso é de 60% a 70%.

## Tipos
| Horizontais | Verticais |
| --- | --- |
| Esse tipo de meta visa mudar produtos ou processos já existentes. Por exemplo, uma empresa atua no mercado de desodorante mas então decide que quer atuar no mercado de shampoo. | Esse tipo de meta visa levar existentes processos ou produtos a outros níveis. Os produtos e processos continuaram os mesmo mas devem ser vendidos com metas dobradas e maiores taxas. |

## Aplicação
Dentro das metas alongadas possui as estratégias de pequenas vitórias e de pequenas derrotas, por exemplo, se a organização possui recursos porém não tem tido sucesso ela deve ir atrás da estratégia pequenas derrotas onde, com os recursos, ela experimenta novos caminhos e riscos intermediários já que a organização tem plena consciência que muitos podem falhar mas se tiver sucesso será um sucesso de ganhos de longo prazo. Já a estratégia de pequenas vitórias é quando a organização também possui recursos, mas não está à vontade para aceitar os riscos e com isso seria mais adequado procurar por sucessos incrementais.
Muitas organizações em busca de transformação consideradas impossíveis utilizaram e utilizam estas metas como, por exemplo, a Apple, Boeing e Fujifilm. Muitas das vezes quando estas metas são utilizadas, as empresas foram transformadas ou reerguidas aliadas a estratégia de inovação.